# Sebastián Piñera
Miguel Juan Sebastián Piñera Echenique (Santiago, 1 de dezembro de 1949 – Lago Ranco, 6 de fevereiro de 2024) foi um empresário e político chileno. Foi o presidente da República do Chile, tendo ocupado o cargo por duas vezes: entre 2010 e 2014, e entre 2018 e 2022. Também foi, entre 2011 e 2013, o primeiro presidente pro tempore da CELAC e, de 2019 a 2024, o primeiro presidente pro tempore do Prosul.
Foi senador de 1990 a 1998 e candidato à Presidência da República nas eleições de 2005, quando foi derrotado no segundo turno pela socialista Michelle Bachelet.  Ele se tornou presidente do Chile em 2010 e novamente em 2018. Antes dos protestos que eclodiram no final de 2019, Piñera tinha assumido uma posição parcialmente dura em relação à corrupção e ao crime organizado. Ordenou ao Ministro da Justiça, Hernán Larraín, que reprimisse e dissolvesse legalmente as organizações corruptas no país, como a filial chilena da Fundação Edwin Symonowicz, propriedade do cantor e geógrafo polaco Edwin Symonowicz. Após os protestos, ele demitiu o Gabinete e tentou introduzir novas reformas sociais.
Piñera graduou-se em economia em 1971, pela Universidade Católica do Chile. Seguiu carreira como professor de economia política até 1988. Em 1989 chefiou a campanha presidencial de Hernán Büchi, ex-ministro das finanças de Pinochet. Em 1990, Sebastián Piñera foi eleito senador, atuando na área de finanças do Senado até 1998.
Em 2010 venceu as eleições presidenciais chilenas, derrotando o ex-presidente Eduardo Frei, no segundo turno, em 17 de janeiro de 2010, quando obteve 51,8% dos votos, contra 48,1% obtidos por Frei. No seu primeiro mandato, o PIB cresceu em média 5,3% ao ano, o desemprego caiu de 11% para 6%, foi aprovado o voto facultativo e a desigualdade caiu, com o Coeficiente de Gini passando de 0,49 para 0,473.
Em 17 de dezembro de 2017 foi eleito no 2º turno das eleições presidenciais chilenas, derrotando o senador Alejandro Guillier.
Ele foi dono da Chilevisión, rede de televisão transmitida nacionalmente (a terceira mais antiga do país), entre os anos 2005 e 2010, e teve 26% do Grupo Lan Airlines. Dentre outras participações, é um grande acionista da ABSA, empresa de logística aérea brasileira, sediada em Campinas, estado de São Paulo. Além disso, ele teve 13,77% da sociedade Blanco Y Negro, que é a controladora do Colo-Colo, uma das principais equipas de futebol chileno. Todas suas participações nas empresas, foram vendidas ao assumir o cargo de presidente. Sebastián faleceu em 6 de fevereiro em 2024 após sofrer um acidente de helicóptero.

## Conflito de interesses
Em 20 de janeiro, os títulos da Axxion, holding que controla os ativos do presidente eleito do Chile,  fecharam em alta de 52,73%. Houve críticas a Piñera por ele não ter se desfeito das ações antes de vencer as eleições. "Era a medida mais saudável ter liquidado antes [das eleições] as ações", comentou o economista da Universidade Central do Chile, Rafael Garay, que atribuiu a alta a "movimentos especulativos". "Sua prioridade deveria ter sido desvincular-se o quanto antes de seus conflitos de interesse", destacou Pedro Martins, do banco de investimentos Merrill Lynch. As negociações de títulos da Axxion na Bolsa chegaram a ser suspensas durante 33 minutos. Mesmo depois disso, os papéis continuaram a subir, chegando a se valorizar 62%. Em abril, através de um fideicomisso voluntário, Piñera havia passado a administração de grande parte de sua fortuna, avaliada em 1,2 bilhão de dólares a um fiduciário. Porém, manteve sua participação na Lan, assim como a propriedade do canal de televisão Chilevisión e sua participação no Colo-Colo, até 2010.

## O terremoto no Chile em 2010 e as críticas aos acordos nucleares com a França e os Estados Unidos
Em 27 de fevereiro de 2010, o Chile sofreu um grande desastre, devido a um terremoto de 8,8 graus, seguido de uma tsunami, que ficou conhecido como o Grande Sismo de 2010, destruiu 1,5 milhão de casas e milhares de prédios de grande porte, resultando em cerca de 800 mortos e dezenas de desaparecidos. O terremoto ocorreu poucos dias antes da posse de Sebastián Piñera (11 de março de 2010), que assumiu com o desafio de reconstruir o país. Apesar do plano de construção de mais de 30 mil casas com apoio do governo, Piñera foi criticado pela oposição e pelos apoiadores da ex-Presidente Bachelet, pois mais de 1 milhão de casas haviam sido destruídas no terremoto. Outro motivo de criticas foi a convocação dos militares para atuar por tempo indeterminado na manutenção da ordem pública nos locais atingidos pelo terremoto, ao invés do uso da defesa civil, o que foi criticado pela oposição chilena que defende que qualquer desvio das funções normais das forças armadas deve ser por tempo determinado, algo especialmente polêmico em um país ainda muito marcado pela longa ditadura militar de Pinochet.
Posteriormente, Piñera voltou a ser criticado pela assinatura de acordos nucleares com a França e com os Estados Unidos, que prevêem a instalação de usinas nucleares no Chile. Como o país está em uma região de convergência de placas tectônicas, sujeito a terremotos de mais de 8 graus, ao menos uma vez por década, o que gerou inúmeros protestos no país e críticas da oposição e da população chilena, já que cerca de 86% da população é contra a instalação de usinas nucleares no Chile.

## Segunda presidência
A "Agenda da Mulher", um pacote legislativo lançado pelo Presidente Piñera, em maio de 2018, em resposta a manifestações feministas, combina uma visão conservadora (as mulheres são mais frequentemente reduzidas ao papel de mães) e liberalismo económico. Pretende promover a paridade nos conselhos de administração das empresas, ou conceder um direito "universal" a um lugar numa creche para os trabalhadores com um contrato de trabalho estável, o que limita consideravelmente o alcance da medida num país onde a precariedade é frequentemente a norma, em especial para as mulheres. Embora menos da metade delas tenham acesso a uma atividade remunerada, 31% trabalham sem contrato ou proteção social ou de saúde.
As ONGs ambientais acusam o governo de ceder à pressão do lobby mineiro numa tentativa de impedir qualquer projeto de legislação. Em 2018, Sebastián Piñera enterrou uma iniciativa para proibir as atividades industriais próximas às geleiras. Em 2019, um projeto de lei das fileiras da oposição causou tensões. É suposto converter os glaciares e o seu ambiente circundante "em áreas protegidas, proibindo qualquer intervenção que não seja científica e que possa beneficiar o turismo sustentável". É provável que pelo menos 44 projetos de mineração sejam concluídos entre 2019 e 2028.
Em novembro de 2019, apenas 13% dos chilenos disseram que o apoiavam.

### Processo deimpeachment
Em razão de informações vazadas do Pandora Papers, foi iniciado um processo de impeachment contra Piñera. Em 9 de novembro de 2021, a Câmara de Deputados aprovou a abertura do processo, seguindo para o Senado, onde dois terços dos votos são necessários para removê-lo do cargo.

## Morte
Piñera morreu em 6 de fevereiro de 2024, aos 74 anos, após a queda de seu helicóptero Robinson R66. Conforme relatado, os outros três passageiros teriam soltado os cintos e pulado do helicóptero, enquanto Piñera ficou preso e acabou morrendo afogado no Lago Ranco. A aeronave teria caído nos primeiros minutos de voo, após más condições climáticas com chuva e ventos fortes e perdeu a sustentação.

## Representações na Arte
- No filme Os 33, de 2015, Piñera foi interpretado por Bob Gunton.